# Qazaqstan Prem'er Ligasy 2024
La Qazaqstan Prem'er Ligasy 2024 è stata la 33ª edizione della massima divisione del calcio kazako; è iniziata il 1º marzo 2024 e si è conclusa il 10 novembre successivo.
L'Ordabasy era la squadra campione in carica. Il titolo è stato vinto dal Qairat.

## Stagione

### Novità
Al termine della stagione 2023 sono retrocessi in Birinşi Lïga Oqjetpes, Kaspıı e Aqsý. Sono saliti dalla Birinşi Lïga Elimai, Tūran Türkistan e Jeñis.
Il 15 febbraio 2024, la federcalcio kazaka annuncia il ripescaggio in massima serie dell'Aqsý, complice la mancata concessione della licenza nazionale al Maqtaaral, costretto a sua volta a ripartire dalla Ekinşi Lïga. Il 1º marzo successivo, a poche ore dall'inizio del campionato, la federcalcio ha reso nota l'esclusione dell'Aqsý: la società ha rinunciato alla partecipazione in massima serie per motivi economici. Il numero di partecipanti si è perciò ridotto a tredici.

### Formula
Le 13 squadre partecipanti si affrontano due volte, per un totale di 26 giornate. Essendo questa edizione con un numero dispari di partecipanti, ciascuna squadra osserverà un turno di riposo all'andata e al ritorno
La squadra campione del Kazakistan ha il diritto a partecipare alla UEFA Champions League 2025-2026, partendo dal primo turno di qualificazione.

La vincente della Coppa nazionale, viene ammessa al primo turno di UEFA Europa League 2025-2026.

Le squadre classificate al secondo e terzo posto sono ammesse alla UEFA Conference League 2025-2026, partendo dal secondo turno di qualificazione. Se la squadra vincitrice della coppa nazionale, ammessa al primo turno di qualificazione della UEFA Europa League 2025-2026, si classifica tra il primo e il secondo posto, l'accesso al primo turno di Conference League va a scalare.

L'ultima classificata retrocede in Birinşi Lïga.

## Squadre partecipanti
| Club              | Stagione | Città       | Stadio                                                                    | Stagione precedente         |
| ----------------- | -------- | ----------- | ------------------------------------------------------------------------- | --------------------------- |
| Aqtöbe            |          | Aqtöbe      | Stadio Centrale                                                           | 3º posto in Prem'er Ligasy  |
| Astana            | dettagli | Astana      | Stadio Han-Táńiri (Almaty)                                                | 2º posto in Prem'er Ligasy  |
| Atyrau            |          | Atyrau      | Stadio Munajšy                                                            | 7º posto in Prem'er Ligasy  |
| Elimai            |          | Semej       | Stadio Spartak                                                            | 1º posto in Birinşi Lïga    |
| Jeñis             |          | Astana      | Stadio Shahter (Karaganda)                                                | 3º posto in Birinşi Lïga    |
| Jetisý            |          | Taldyqorǵan | Stadio Jetisý                                                             | 11º posto in Prem'er Ligasy |
| Ordabasy          |          | Şımkent     | Stadio Qajımuqan Muñaýtpasov                                              | Campione del Kazakistan     |
| Qairat            |          | Almaty      | Stadio Centrale                                                           | 4º posto in Prem'er Ligasy  |
| Qaisar            |          | Qyzylorda   | Stadio Gany Muratbayev                                                    | 6º posto in Prem'er Ligasy  |
| Qyzyljar          |          | Petropavl   | Stadio Qarasaı (1ª-15ª) Stadio Jastar (16ª-28ª)                           | 5º posto in Prem'er Ligasy  |
| Shahter Qaraǵandy |          | Karaganda   | Stadio Shahter                                                            | 10º posto in Prem'er Ligasy |
| Tobyl             |          | Qostanay    | Stadio Centrale                                                           | 8º posto in Prem'er Ligasy  |
| Tūran Türkistan   |          | Turkistan   | Stadio Qajımuqan Muñaýtpasov (Şımkent) (1ª-14ª) Turkistan Arena (15ª-26ª) | 2º posto in Birinşi Lïga    |

## Allenatori e primatisti
| Squadra           | Allenatore                                                                                              | Giocatore più presente (tra parentesi il numero delle presenze) | Capocannoniere (tra parentesi il numero dei gol segnati) |
| ----------------- | --- | --------------------------------------------------------------- | -------------------------------------------------------- |
| Aqtóbe            | Dmytro Parf'onov (1ª-19ª) Ihor Leonov (20ª-26ª)                                                         | Igor' Shaskıı, Bogdan Vătăjelu (24)                             | Idris Umaev (6)                                          |
| Astana            | Grıgorıı Babaıan                                                                                        | Ousmane Camara, Ramazan Kárimov, Marin Tomasov (23)             | Geoffrey Chinedu (7)                                     |
| Atyraý            | Vital' Žukoŭski                                                                                         | Mikalaj Sihnevič (24)                                           | Mikalaj Sihnevič (10)                                    |
| Elimaı            | Andreı Karpovıch                                                                                        | Maicom, Ivan Svırıdov (24)                                      | Mikita Korzun (7)                                        |
| Jeńis             | Levan Korgalidze (1ª-9ª) Akis Vavalis (10ª-26ª)                                                         | Krystian Nowak, Matija Rom (24)                                 | Lukáš Budínský, Adílio Santos, Bruno Silva (2)           |
| Jetisý            | Qairat Nūrdäuletov                                                                                      | Ashat Baltabekov, Arsen Siukaev (24)                            | Serikjan Mujïqov (5)                                     |
| Ordabasy          | Aljaksandr Sjadnëŭ (1ª-17ª) Aleksandr Kýchma (18ª) Kirill Keker (19ª-26ª)                               | Ashat Taǵybergen (24)                                           | Jasurbek Yaxshiboyev (9)                                 |
| Qaırat            | Kirill Keker (1ª-6ª) Rafael Urazbahtın (7ª-9ª) Aleksandr Keržakov (10ª-19ª) Rafael Urazbahtın (20ª-26ª) | João Paulo (24)                                                 | João Paulo (10)                                          |
| Qaısar            | Viktor Kumykov                                                                                          | Ștefan Sicaci (24)                                              | Aıbar Jaqsylyqov (7)                                     |
| Qyzyljar          | Äli Äliev                                                                                               | Luk'a Imnadze (23)                                              | Jaŭhen Bjarozkin (7)                                     |
| Shahter Qaraǵandy | Igor' Soloshenko (1ª-3ª) Andrey Fïnonçenko (4ª-19ª) Konstantin Emeljanov (20ª-26ª)                      | Imeda Ashortia (24)                                             | Imeda Ashortia (4)                                       |
| Tobyl             | Milić Čurčić (1ª-10ª) Nurbol Jumasqalıev (11ª-26ª)                                                      | Ahmed El Messaoudi, Stas Pokatılov (24)                         | Islam Chesnokov (10)                                     |
| Turan Turkistan   | Rınat Alıuetov                                                                                          | Artjom Dmitrijev, Viktor Velkoski (23)                          | Nikola Cuckić (4)                                        |

## Classifica finale
|                       | Pos. | Squadra           | Pt | G  | V  | N | P  | GF | GS | DR  |
| --------------------- | ---- | ----------------- | -- | -- | -- | - | -- | -- | -- | --- |
| Kazakistan (bandiera) | 1.   | Qairat            | 47 | 24 | 14 | 5 | 5  | 39 | 21 | +18 |
|                       | 2.   | Astana            | 46 | 24 | 14 | 4 | 6  | 39 | 19 | +20 |
| [ 4 ]                 | 3.   | Aqtöbe            | 43 | 24 | 12 | 7 | 5  | 39 | 26 | +13 |
|                       | 4.   | Ordabasy          | 42 | 24 | 12 | 6 | 6  | 36 | 24 | +12 |
|                       | 5.   | Tobyl             | 39 | 24 | 11 | 6 | 7  | 33 | 23 | +10 |
|                       | 6.   | Elimai            | 37 | 24 | 10 | 7 | 7  | 35 | 32 | +3  |
|                       | 7.   | Atyrau            | 35 | 24 | 9  | 8 | 7  | 28 | 20 | +8  |
|                       | 8.   | Qaisar            | 34 | 24 | 9  | 7 | 8  | 28 | 29 | -1  |
|                       | 9.   | Qyzyljar          | 29 | 24 | 8  | 5 | 11 | 29 | 26 | +3  |
|                       | 10.  | Jeñis             | 24 | 24 | 6  | 6 | 12 | 18 | 32 | -14 |
|                       | 11.  | Jetisý            | 23 | 24 | 5  | 8 | 11 | 17 | 33 | -14 |
|                       | 12.  | Tūran Türkistan   | 20 | 24 | 5  | 5 | 14 | 16 | 39 | -23 |
|                       | 13.  | Shahter Qaraǵandy | 10 | 24 | 2  | 4 | 18 | 12 | 45 | -33 |

Legenda:
      Campione del Kazakistan e ammessa alla UEFA Champions League 2025-2026
      Ammessa alla UEFA Europa League 2025-2026
      Ammesse alla UEFA Conference League 2025-2026
      Retrocessa in Birinşi Lïga 2025
Note:
Tre punti a vittoria, uno a pareggio, zero a sconfitta.
In caso di arrivo di due o più squadre a pari punti, la graduatoria verrà stilata secondo la classifica avulsa tra le squadre interessate.

## Risultati

### Tabellone
|                   | Aqt  | Ast  | Aty  | Eli  | Jeń  | Jet  | Ord  | Qar  | Qas  | Qyz  | Sha  | Tob  | Tur  |
| ----------------- | ---- | ---- | ---- | ---- | ---- | ---- | ---- | ---- | ---- | ---- | ---- | ---- | ---- |
| Aqtóbe            | –––– | 1-1  | 1-1  | 1-3  | 3-0  | 3-0  | 0-0  | 2-1  | 1-1  | 2-0  | 1-0  | 3-4  | 2-0  |
| Astana            | 2-0  | –––– | 3-2  | 0-1  | 2-0  | 5-0  | 0-1  | 1-3  | 1-1  | 2-1  | 3-0  | 2-2  | 2-1  |
| Atyraý            | 1-1  | 1-0  | –––– | 1-0  | 2-1  | 0-1  | 1-1  | 0-1  | 2-2  | 2-0  | 1-0  | 0-0  | 3-0  |
| Elimaı            | 2-2  | 0-3  | 0-0  | –––– | 1-0  | 1-1  | 1-1  | 1-1  | 1-0  | 2-1  | 2-1  | 2-1  | 6-0  |
| Jeńis             | 1-2  | 1-1  | 0-1  | 1-2  | –––– | 1-0  | 1-3  | 0-2  | 1-0  | 0-1  | 1-0  | 2-1  | 1-0  |
| Jetisý            | 2-1  | 0-2  | 0-2  | 2-0  | 2-2  | –––– | 1-1  | 1-2  | 1-2  | 0-0  | 1-0  | 0-3  | 0-0  |
| Ordabasy          | 1-1  | 2-4  | 1-0  | 2-1  | 1-2  | 3-1  | –––– | 1-2  | 2-1  | 1-1  | 5-0  | 1-0  | 2-0  |
| Qaırat            | 1-3  | 0-1  | 1-0  | 4-1  | 1-1  | 0-0  | 2-1  | –––– | 1-0  | 2-1  | 4-2  | 2-2  | 5-1  |
| Qaısar            | 1-3  | 0-1  | 1-1  | 2-1  | 1-0  | 0-0  | 2-1  | 1-0  | –––– | 0-3  | 5-1  | 2-0  | 1-1  |
| Qyzyljar          | 0-2  | 0-1  | 3-2  | 1-1  | 4-0  | 2-1  | 0-1  | 0-1  | 6-2  | –––– | 2-0  | 0-0  | 0-1  |
| Shahter Qaraǵandy | 1-3  | 1-0  | 0-3  | 1-2  | 0-0  | 0-0  | 2-3  | 0-3  | 0-0  | 1-1  | –––– | 1-0  | 0-2  |
| Tobyl             | 1-0  | 1-0  | 1-1  | 4-2  | 1-1  | 2-0  | 1-0  | 1-0  | 1-2  | 1-2  | 1-0  | –––– | 2-0  |
| Turan Turkistan   | 0-1  | 0-2  | 2-1  | 2-2  | 1-1  | 2-3  | 0-1  | 0-0  | 0-1  | 1-0  | 2-1  | 0-2  | –––– |

## Statistiche

### Squadre

#### Capoliste solitarie
|    | —— | —— | ——  | ——  | —— | ——  | —— | —— | ——  | ——  | ——       | ——       | ——       | ——  | ——  | ——     | ——     | ——     | ——  | ——  | ——  | ——  | ——  | ——     | ——     | —— |  |
|    |    |    | Qai | Aqt |    | Tob |    |    |     |     | Ordabasy | Ordabasy | Ordabasy |     | Aqt | Qairat | Qairat | Qairat |     | Eli | Ord | Ord | Ast | Qairat | Qairat |    |  |
|    |    |    |     |     |    |     |    |    |     |     |          |          |          |     |     |        |        |        |     |     |     |     |     |        |        |    |  |
|    |    |    |     |     |    |     |    |    |     |     |          |          |          |     |     |        |        |        |     |     |     |     |     |        |        |    |  |
| 1ª | 2ª | 3ª | 4ª  | 5ª  | 6ª | 7ª  | 8ª | 9ª | 10ª | 11ª | 12ª      | 13ª      | 14ª      | 15ª | 16ª | 17ª    | 18ª    | 19ª    | 20ª | 21ª | 22ª | 23ª | 24ª | 25ª    | 26ª    |    |  |

### Individuali

#### Classifica marcatori
| Gol |  |  | Giocatore | Squadra |
| --- |  |  | --------- | ------- |